# Такахе північний
Такахе північний (Porphyrio mantelli) — вимерлий вид журавлеподібних птахів родини пастушкових (Rallidae). Вид був поширений на Північному острові Нової Зеландії. Вид відомий з субфосильних решток та одного можливого спостереження у 1894 році. Він населяв високогірні альпійські луки.

## Назва
Видова назва mantelli вшановує новозеландського натураліста та державного службовця Волтера Мантелла (1820—1895).